# Australian Open 1977 (dicembre)
L'Australian Open del dicembre 1977 è stata la 66ª edizione dell'Australian Open e ultima prova stagionale dello Slam per il 1977. Si è disputato dal 19 al 31 dicembre sui campi in erba del Kooyong Stadium di Melbourne in Australia. Il doppio misto non si è disputato.

## Partecipanti uomini

### Teste di serie
| Nazionalità | Giocatore        | Ranking | Testa di serie |
| ----------- | ---------------- | ------- | -------------- |
| Stati Uniti | Vitas Gerulaitis | 6       | 1              |
| Stati Uniti | Roscoe Tanner    | 11      | 2              |
| Australia   | Tony Roche       | 22      | 3              |
| Australia   | Ken Rosewall     | 16      | 4              |
| Australia   | Phil Dent        | 17      | 5              |
| Australia   | John Alexander   | 18      | 6              |
| Australia   | Stan Smith       | 15      | 7              |
| Stati Uniti | Tim Gullikson    | 46      | 8              |

### Altri partecipanti
I seguenti giocatori sono passati dalle qualificazioni:

- Tim Wilkison
- Bob Giltinan
- Brad Drewett
- Noel Phillips
- Rod Frawley
- Peter Feigl
- Peter Campbell

## Risultati

### Singolare maschile
Vitas Gerulaitis ha battuto in finale  John Lloyd con il punteggio di 6–3, 7–6, 5–7, 3–6, 6–2

### Singolare femminile
Evonne Goolagong Cawley ha battuto in finale  Helen Gourlay Cawley con il punteggio di 6–3, 6–0

### Doppio maschile
Ray Ruffels /  Allan Stone hanno battuto in finale  John Alexander /  Phil Dent con il punteggio di 7–6, 7–6

### Doppio femminile
Evonne Goolagong Cawley /  Helen Gourlay Cawley e  Mona Schallau Guerrant /  Kerry Melville Reid hanno condiviso il titolo perché la finale non si è disputata per pioggia.

### Doppio misto
Il doppio misto non è stato disputato tra il 1970 e il 1985.

## Junior

### Singolare ragazzi
Ray Kelly

### Singolare ragazze
Amanda Tobin

### Doppio ragazzi
Torneo iniziato nel 1981

### Doppio ragazze
Torneo iniziato nel 1981